# Docks 76
Les Docks 76 sont un complexe commercial français situé sur à Rouen (Seine-Maritime), sur la rive droite de la Seine, dans le quartier Luciline.

## Historique
En 1902, à l'ouest de Rouen, sur la rive droite de la Seine, des bâtiments sont construits sur ce qui deviendra l'emplacement de Docks 76. Il s'agit de deux halles métalliques destinés à accueillir une halle à vins et une centrale électrique. En 1955, des entrepôts sont construits pour les docks sous la supervision d'André Robinne, ce qui vaut à l'ensemble d'être distingué du label Architecture contemporaine remarquable en 2001.
La tâche de transformation de ces entrepôts désaffectés sur les docks en centre commercial est confiée à l'architecte Jean-Michel Wilmotte. L'idée est de conserver les entrepôts et de les rénover. En outre, l'architecture s'inspire d'éléments du monde de la mer en hommage à l'important passé maritime de Rouen. Pour les espaces intérieurs et le design d'environnement du site, ce sont Boris Gentine et Michael Bezou de l'agence Saguez & Partners qui sont mandatés. Un même thème « shopping au fil de l'eau » relie les différents espaces et bâtiments. Il s'inspire des couleurs, des matériaux, et d'instantanés de vie « des bords de Seine ». Dans les sanitaires du centre commercial, un aquarium expose les espèces de poissons peuplant les rivières environnantes. Le coût total du centre commercial est de 114 millions d’euros hors taxes. Il est inauguré le 23 avril 2009.
Le 8 septembre 2012 a lieu l'inauguration du palais des sports de Rouen à proximité du centre commercial, dans un projet de définition du quartier Luciline.
En 2016, le centre est repris par le groupe néerlandais Wereldhave, également gestionnaire du centre Saint-Sever. Les Docks 76 enregistrent une fréquentation annuelle de quatre millions de visiteurs.
En 2021, Wereldhave revend le centre à Lighthouse capital limited.

## Enseignes

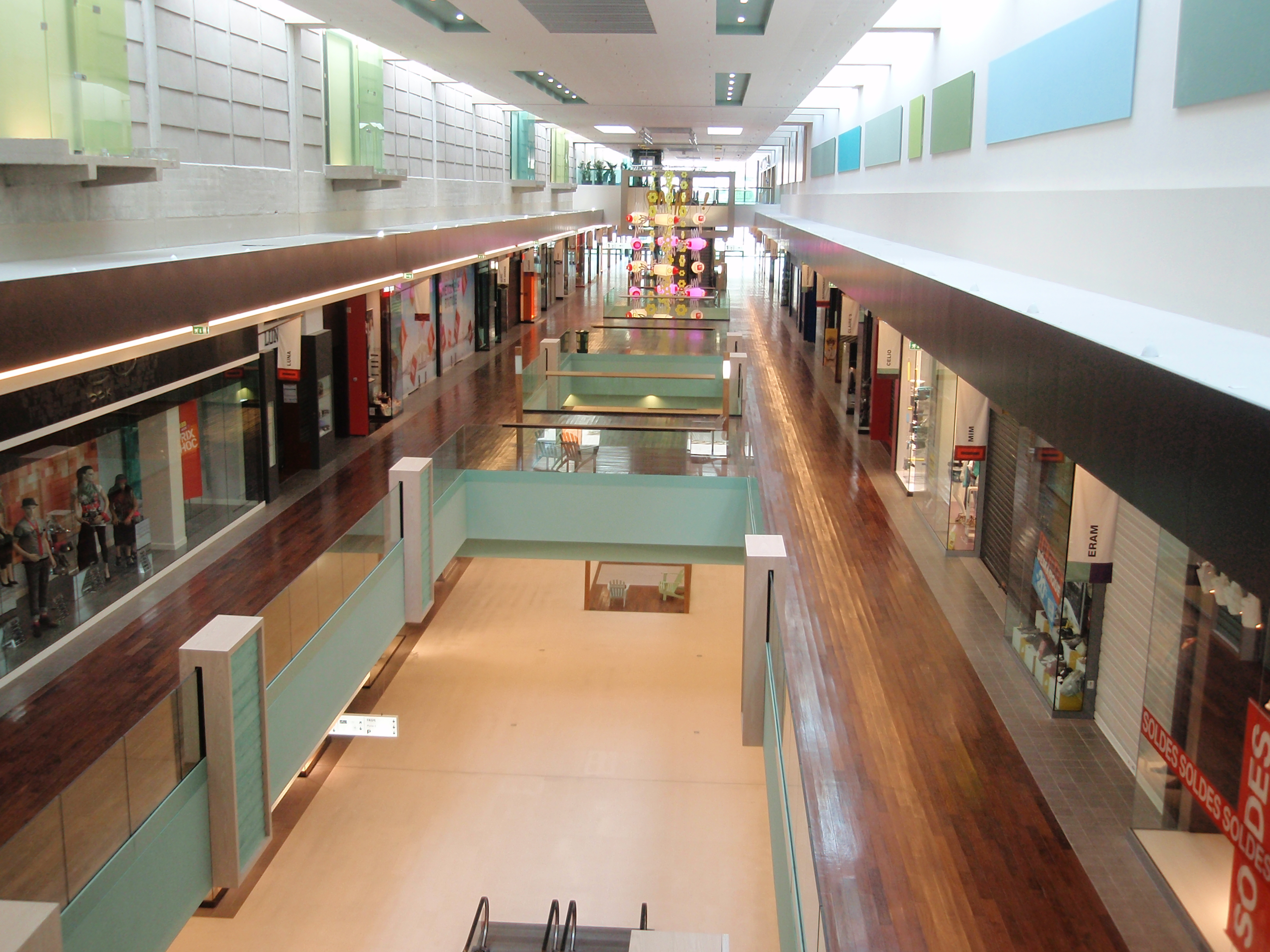
Intérieur du centre

Le centre commercial compte 95 enseignes, dans les secteurs de l'alimentation, des soins de soi, des vêtements et accessoires, des loisirs, du multimédia et de la téléphonie, du mobilier et de la décoration, de l'optique, des services, et de la restauration. En outre, plusieurs cases commerciales ne sont pas encore attribuées.

## Accès

### En mobilités douces
- TEOR, arrêt Mont-Riboudet lignes T1, T2 et T3
- Bus, arrêt Mont-Riboudet  lignes no 26, 35, 526, 529, 530 et F4
- Station Lovélo Les Docks

### Par la route
- Parking des Docks 76 de 1 000 places
- Parking du Mont-Riboudet de 951 places[3]